# Johanneshov (postort)

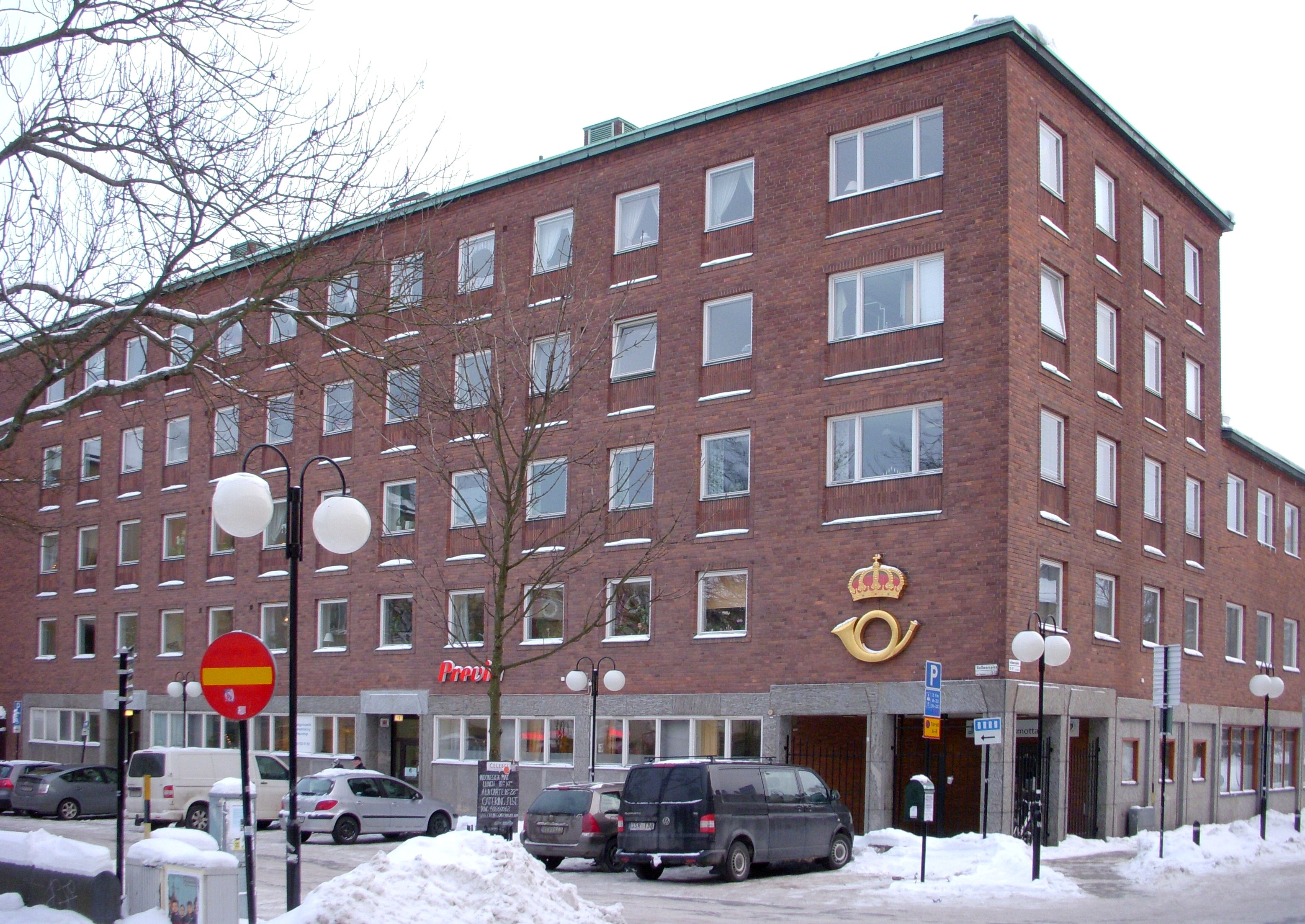
Huvudpostkontoret Johanneshov 1, numera ersatt av postombud

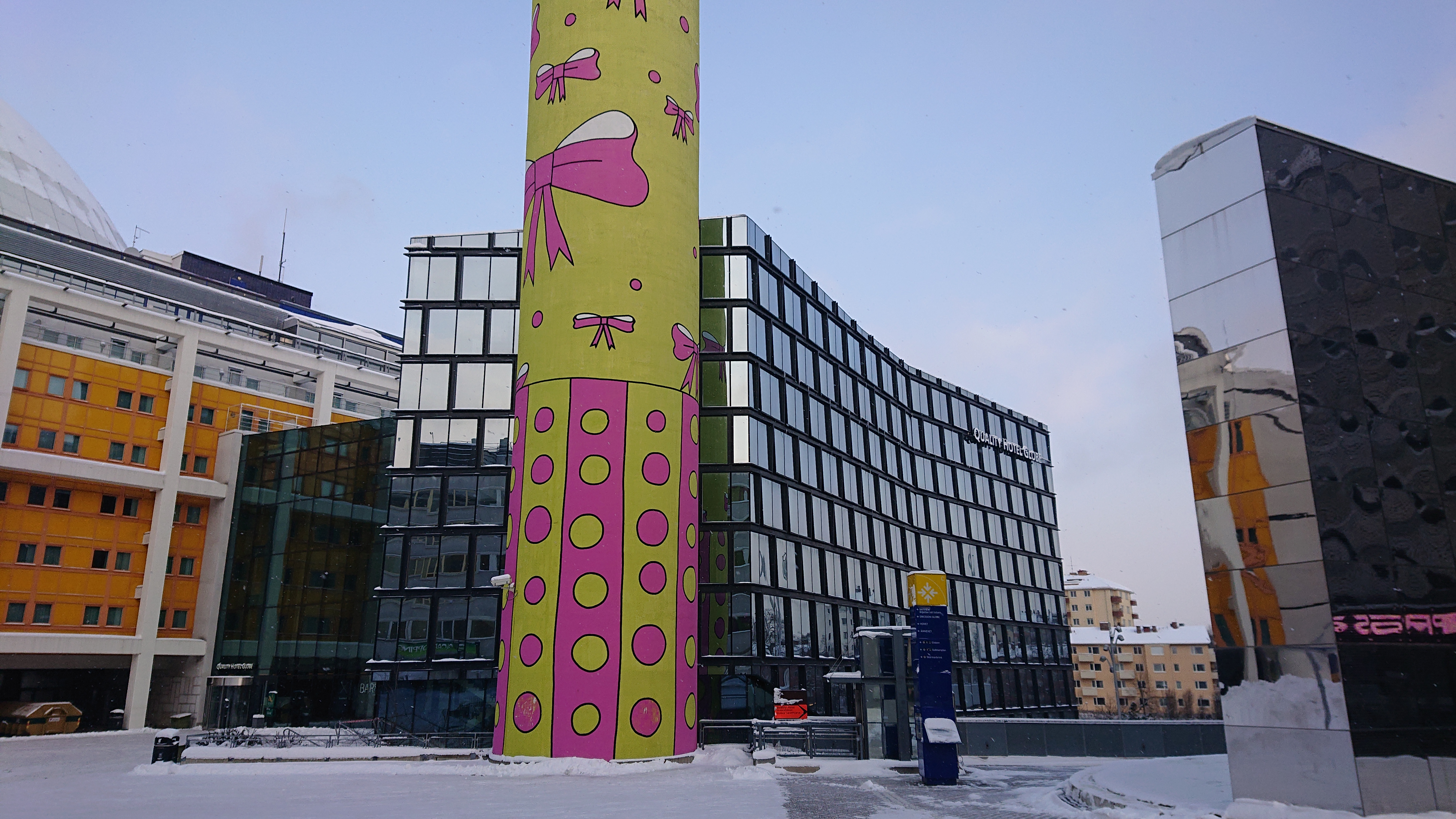
Arenaområdet i Johanneshov.

Johanneshov är en postort i Söderort inom Stockholms kommun. Postorten omfattar stadsdelarna Björkhagen, Hammarbyhöjden, Johanneshov och Kärrtorp.
Den inrättades år 1949. Postorten Johanneshov omfattade under en period ett stort område i norra Söderort. År 1993 minskades området genom utbrytning av Bagarmossen, Enskede gård och Årsta till egna postorter. Postnumren ligger i serien 121 XX.
Inom postorten fanns som mest nio postkontor, numrerade Johanneshov 1 - Johanneshov 9. Dessa har numera ersatts av postombud i butiker samt ett så kallat företagscenter vid Globen. För företag vid Globenområdet används även den särskilda postadressen Stockholm-Globen med postnummer i samma serie.
Posthuset vid Gullmarsplan som inrymde postkontoret Johanneshov 1 uppfördes 1949 efter ritningar av arkitekten Lars-Erik Lallerstedt.